# ویکی‌پدیای چینی
ویکی‌پدیای چینی (به چینی: 中文維基百科/中文维基百科) نسخهٔ چینی وبگاه ویکی‌پدیا است و در اکتبر ۲۰۰۲ ایجاد شده‌است. این وبگاه اکنون در چین فیلتر است.
و ۸۷ مدیر دارد که شامل ۲۹ مدیر از چین ۱۸ مدیر از تایوان و ۱۵ مدیر از هنگ‌کنگ می‌باشد.
تا تاریخ ۲۳ مه ۲۰۱۱ این دانش‌نامه با بیش از ۳۵۶٬۰۰۰ مقاله در رتبهٔ دوازدهم ویکی‌پدیاها قرار داشت.
ویکی‌پدیای چینی، هم‌اکنون ۲۳ مارس ۲۰۲۵ میلادی، تعداد ۳٬۶۸۷٬۷۳۰ کاربرِ ثبت‌نام‌کرده، ۶۴ مدیر، و ۱٬۴۶۹٬۲۷۸ مقاله دارد.